# Allium melananthum
Allium melananthum — вид трав'янистих рослин родини амарилісові (Amaryllidaceae), ендемік південно-східної Іспанії.

## Опис
Цибулини 13–24 × 8–20 мм, ± яйцеподібні, одиночні, зазвичай з 1–2 цибулинками; зовнішня оболонка сірувата. Стебло 37–130 см, має круглий переріз. Листків 2–4(5), розташовані вздовж нижньої третини стебла, голі, без черешка; пластина 7.5–35 × 0.1–0.46 см, лінійна, циліндрична, гостра, з гладкими полями. Суцвіття 13–33 × 16–35 мм, ± кулясті, щільні, містять 16–160 яйцеподібних квіток, без цибулинок. Листочки оцвітини яйцеподібні, гострі, дуже темно-пурпурові, майже чорні коли сухі; пиляки дуже темно-пурпурові. Насіння чорне. 2n = 16.
Квітує з травня по червень.

## Поширення
Ендемік південно-східної Іспанії.
Зростає в скелястих і піщаних місцях від рівня моря до 400 м; також трапляється серед сухої й степової рослинності.

## Загрози й охорона
Немає інформації про загрози для цього виду.
Вид трапляється в заповідних районах регіону Комунідад Валенсія.